# Saproscincus lewisi
Saproscincus lewisi är en ödleart som beskrevs av  Couper och KEIM 1998. Saproscincus lewisi ingår i släktet Saproscincus och familjen skinkar. Inga underarter finns listade i Catalogue of Life.